# 關東聯合
關東聯合（かんとうれんごう），存在于20世紀後半到21世紀初的日本暴走族。

## 概要
该组织成立于1973年，是东京世田谷区和杉并区的一个暴走族連合体，并于2003年解散。 即使在其解散后，据说该组织的前成员因基于等级关系的强大纽带而团结在一起，他们的名字经常作为2000年代至2010年代在东京六本木地区发生的各种事件的参与者出现。 在后解散时代，这些前成员的团伙通常被称为 "關東連合"。
在东京涩谷、六本木、西谷和新宿的所谓 "地下社会 "中，他们 "拥有一定的势力"，是 "半グレ"的象征，意思是 "不存在帮派，但从事暴力犯罪的团体"。在这方面，它与 "怒羅権"（由第二代和第三代中国孤儿和中国人组成的准帮派，总部设在东京都地区）相似。 

## 脚注
1. 1 2  . web.archive.org. 2014-01-01  [2021-12-19]. （原始内容存档于2014-01-01）.
2. 1 2  『関東連合と「六本木フラワー事件」３つの謎 （页面存档备份，存于）』 2012年12月19日 久田将義 WEBRONZA
3. ↑  『【六本木集団暴行死】いびつな絆（中）　時代が生んだモンスター＋（1/2ページ）』 2013年1月11日 MSN産経ニュース
4. ↑  『第7回　六本木クラブ撲殺事件と「関東連合幻想」』 2012年9月14日 久田将義 MSNドニッチ！